# Transportkou
Transportkou is de benaming voor het meteorologische verschijnsel dat er in korte tijd een grote hoeveelheid zeer koude lucht vanuit het Oost-Europese vasteland  (meer in het bijzonder het noorden van Rusland) of Siberië naar Nederland en België en andere delen van West- en Zuid-Europa komt, met een plotselinge en vaak zeer sterke temperatuurdaling tot gevolg.

## Achtergrond
Dit verschijnsel treedt op wanneer er in de winter in Noord-Rusland of Siberië een krachtig hogedrukgebied heerst, terwijl er  tegelijkertijd in de betreffende delen van West- en Zuid-Europa sprake is van lage luchtdruk.  Als gevolg hiervan waait er in de laatstgenoemde gebieden een sterke oostelijke wind die de kou met zich meebrengt. Door deze wind is de gevoelstemperatuur bij transportkou nog lager dan de werkelijke temperatuur.
Bij transportkou kan het gemakkelijk tot een of meer ijsdagen achter elkaar (en eventueel een koudegolf) komen. 

## Voorbeelden
In de 20e eeuw was er in Nederland onder meer tijdens de winter van 1955-1956, toen het op 1 februari in De Bilt overdag -11,0 graden bleef vriezen, sprake van transportkou. Ook tijdens de winter van 1978-1979 en 1996-1997 was sprake van transportkou, toen op 1 januari de door het KNMI gemeten gemiddelde temperatuur niet hoger kwam dan -11 en -11,4 graden, tevens de laagste maximumtemperatuur die er in de hele 20e eeuw op Nieuwjaarsdag is gemeten.